# Viorel Lixăndroiu
Viorel Lixăndroiu (n. 29 aprilie 1952, Leordeni, România) este un fost deputat român ales în legislatura 1990-1992 pe listele FSN. În legislaturile  1992-1996 și 1996-2000, Viorel Lixăndroiu a fost ales pe listele partidului PD.

## Biografie
Mama sa, Alexandrina Louise, la naștere Athanasiade, a fost de origine greacă, iar tatăl ei pe jumătate român și pe jumătate grec. Gheorghe Athanasiade, bunicul lui, a fost unul dintre pionierii importului de automobile în România.

## Activitate politică
În legislatura 1990-1992, Viorel Lixăndroiu a fost membru în grupul parlamentar de prietenie cu Republica Elenă, iar în legislatura 1996-2000 a fost membru în grupul parlamentar de prietenie cu Statul Israel. A fost membru al Consiliului CFSN; fost membru fondator al FSN; deputat FSN (1990-1992); deputat FSN (septembrie 1992); membru al Grupului parlamentar al PD. A fost ales deputat în circumscriptia electorală nr.42 ILFOV.  A făcut parte din Comisia pentru cercetarea abuzurilor, corupției și pentru petiții și Comisia de validare (din noi. 1996). În activitatea parliamentară a avut o luare de cuvânt cu privire la alianța cu statul Israel și 4 propuneri legislative inițiate.  A avut un mandat la Frontul Salvării Naționale.
Viorel Lixăndroiu a fost membru în grupul de prietenie cu Statul Israel. 

## Onoruri
- Titlul de „LUPTĂTOR PENTRU VICTORIA REVOLUȚIEI DIN DECEMBRIE 1989 - LUPTĂTOR CU ROL DETERMINANT”.[5]

## Viață personală
Este casatorit cu regizoarea israeliana Katarina Lodoiska Schulze cunoscuta sub pseudonimul de Yuval. Impreună au doi copii Alena si Răzvan și este stabilit in România temporar. S-a retras din politică in anul 2003, după nașterea nepoților Taisia si Kamil.